# Jubierre
Jubierre es un paraje despoblado situado junto al río Alcanadre en el término municipal de Castejón de Monegros (Huesca) en España.
Al parecer este topónimo procede del de una antigua población existente en el mismo, hoy totalmente desaparecida, de la que sólo parece se ha conservado su iglesia, la actual ermita de San Miguel (romería el 8 de mayo).
Las tesis sobre su etimología mayoritariamente mantienen su origen vasco, de Etxea Berri (casa nueva), pasando en aragonés occidental a Chubierre y castellanizado como Jubierre. Pero teniendo en cuenta que en la zona la tradición oral lo nombra como Chubierri podría también derivar de Zubi Herri (Herri=pueblo o localidad, Zubi=Puente). Dándose la circunstancia de la existencia próxima de restos de las pilastras de un puente olvidado, apenas visibles en época de estiaje.
- Datos: Q5954076